# السيرك الأخير
السيرك الأخير هو فيلم كوميديا سوداء إسباني فرنسي من تأليف وإخراج أليكس دي لا إغليسيا وبطولة كارلوس ارسيس، أنطونيو دي لا تور وكارولينا بانغ، صدر الفيلم في 17 ديسمبر 2010.

## روابط خارجية
- الموقع الرسمي
- السيرك الأخير على موقع IMDb (الإنجليزية)
- السيرك الأخير على موقع ميتاكريتيك (الإنجليزية)
- السيرك الأخير على موقع روتن توميتوز (الإنجليزية)
- السيرك الأخير على موقع نتفليكس (الإنجليزية)
- السيرك الأخير على موقع ألو سيني (الفرنسية)
- السيرك الأخير على موقع Turner Classic Movies (الإنجليزية)
- السيرك الأخير على موقع أول موفي (الإنجليزية)
- السيرك الأخير على موقع بوكس أوفيس موجو (الإنجليزية)
- السيرك الأخير على موقع فيلمافينيتي (الإسبانية)
- السيرك الأخير على موقع قاعدة بيانات الأفلام السويدية (السويدية)

لم يتم العثور على روابط لمواقع التواصل الاجتماعي.